# 2M1207
2M1207 هو قزم بني يقع في كوكبة قنطورس يبعد عن كوكب الأرض 172 سنة ضوئية
يدور حولة الجرم 2م1207ب (بالإنجليزية: 2M1207b)‏ وهو أول كوكب يتم تصويره خارج نطاق المجموعة الشمسية.
اكتشف أثناء عملية مسح ميكروي ثنائي لكامل السماء ومن هنا تمت التسمية "2M" متبوعا بإحداثياته السماوية
تقدر كتلة 2M1207 بحوالي 25 كتلة المشتري.
| اسم النجم | بالنسبة لكتلة الشمس | بالنسبة لكتلة المشتري |
| --------- | ------------------- | --------------------- |
| المشتري   | 0.00096             | 1                     |
| 2M1207    | 0.021               | 25                    |

## اقراء أيضا
- قائمة النجوم الخفيفة